# Versicherungsfremde Leistungen
Als versicherungsfremde Leistungen, auch Fremdleistungen genannt, werden in der deutschen gesetzlichen Sozialversicherung in der Regel solche Leistungen bezeichnet, die mit dem Zweck der jeweiligen Sozialversicherung nicht vereinbar sind und daher nicht in ihren Aufgabenbereich fallen sowie deren Gewährung keine adäquate Beitragszahlung vorausgegangen ist.
Aus finanzwissenschaftlicher Sicht sind versicherungsfremde Leistungen nicht durch Sozialversicherungsbeiträge, sondern aus den allgemeinen Haushaltsmitteln des Staates, z. B. durch entsprechende Bundeszuweisungen an die Sozialversicherungen, zu finanzieren. Daher sollten Bundeszuweisungen an die Sozialversicherungen grundsätzlich nach den Ausgaben für die versicherungsfremden Leistungen bemessen werden.

## Gesetzliche Rentenversicherung
„Immer wieder weisen Politiker und Medien auf steigende Steuerzuschüsse des Staates an die Rentenversicherung hin – und suggerieren, dass der Staat einen immer größeren Teil der Kosten der Rentenkassen tragen müsse. Das stimmt nicht“, so die Deutsche Rentenversicherung.
In der Gesetzlichen Rentenversicherung existieren zahlreiche versicherungsfremde Leistungen. Hierzu gehören beispielsweise nicht durch Beiträge gedeckte Anwartschaften aus Ersatzzeiten, Renten nach dem Fremdrentengesetz, Anrechnungszeiten, die Höherbewertung der Berufsausbildung und der Sachbezugszeiten, die Rente nach Mindesteinkommen, abschlagsfreie Renten vor Erreichen des gesetzlichen Renteneintrittsalters oder besondere Regelungen in den neuen Bundesländern. Einige Autoren zählen auch die Hinterbliebenenrenten dazu.
Während für die schon vor dem 1. Juli 2014 anerkannten Kindererziehungszeiten gilt, dass die Renten dafür aus Steuermitteln gezahlt werden, wird die für die von diesem Termin an berücksichtigte „Mütterrente“, d. h. der zweite Entgeltpunkt für die vor dem 1. Januar 1992 geborenen Kinder, bislang noch aus dem Beitragsaufkommen berechnet. Gemäß Sozialbeirat gehören „Renten aus den Erziehungszeiten der vor dem 1. Januar 1992 geborenen Kinder ... der Finanzierungsverantwortung des Bundes zugeordnet.“ Demzufolge plädiert er dafür, dass „die geplante Ausweitung der Anerkennung von Kindererziehungszeiten durch Bereitstellung der dafür zusätzlich erforderlichen Mittel aus dem Bundeshaushalt finanziert wird. Vor allem würde so vermieden werden, dass die zusätzlichen Rentenleistungen für Erziehungszeiten vor 1992 geborener Kinder, die auch ansonsten nicht in der gesetzlichen Rentenversicherung versicherten Personengruppen (Selbständige, Mitglieder berufsständischer Versorgungswerke) zugutekommen, allein von den rentenversicherungspflichtigen Beschäftigten und ihren Arbeitgebern zu finanzieren wären“. Auch die Finanzplanung für 2021 sah noch immer vor, dass die Mütterrente aus Beiträgen statt aus Steuern gezahlt wird, obwohl sie als gesamtgesellschaftliche Aufgabe gilt, was nicht nur die Rentenversicherung selbst kritisiert.
Die Ausgaben für die versicherungsfremden Leistungen in der Gesetzlichen Rentenversicherung wurden 2011 je nach Abgrenzung auf 58–93 Mrd. Euro pro Jahr geschätzt. Es ist umstritten, inwieweit diese Ausgaben der Rentenversicherung durch Bundeszuschüsse abgedeckt werden, sodass sie nicht aus den Beiträgen der Versicherten, sondern wie gesetzlich vorgesehen aus Steuermitteln finanziert werden.
Der Deutsche Bundestag hat sich in der 18. Wahlperiode (22. Oktober 2013 bis 6. September 2017) mit der Frage der Verwendung von Beiträgen zur gesetzlichen Rentenversicherung für sachfremde Zwecke aufgrund einer öffentlichen Petition beschäftigt. „Nach Auffassung des Petitionsausschusses sind zur Frage der sachgerechten Finanzierung nicht beitragsgedeckter Leistungen hinreichend Antworten gefunden worden. ... Der Petitionsausschuss (empfiehlt), das Petitionsverfahren abzuschließen, weil dem Anliegen entsprochen worden ist“. Die wissenschaftlichen Dienste des Bundestages stellen fest, dass die Auffassung von Wissenschaft und Politik zur Abgrenzung beitragsgedeckter und nicht beitragsgedeckter Leistungen uneinheitlich sei, „je nachdem, welches Ziel durch die Beitragszahlung verfolgt werden soll“. Die Bundesbank plädiert [S. 13 f] für eine „größere Transparenz über die versicherungsfremden Leistungen“ und deren Finanzierung aus Bundesmitteln. Auch der Bundesrechnungshof konstatiert in seinem Bericht vom 22. März 2022 mangelnde Transparenz.
Unter Zentrale Botschaften stellt der Sozialbeirat in seinem Jahresgutachten 2023 fest: Bundeszuschüsse zur Rentenversicherung sollten nachvollziehbar systematisiert und transparent dargestellt werden. Der Gesetzgeber sollte Leistungen benennen und quantifizieren, die er als nicht beitragsgedeckt einstuft und finanziert.
Die DRV Bund beziffert den Teil der nicht durch Bundeszuschüsse gedeckten versicherungsfremden Leistungen im Jahr 2020 in der erweiterten Abgrenzung auf 37,1 Mrd. Euro. Sie betont, dass es sich bei diesen Werten lediglich um Orientierungsgrößen handelt.
Zu den in den letzten Jahren neu eingeführten nicht beitragsgedeckten Leistungen gehören z. B. die Rente mit 63 (2014), die Mütterrente I und II (2014 und 2019) und der Grundrentenzuschlag (2021). Gemessen am Bruttoinlandsprodukt (BIP) ist der Anteil der an die Rentenversicherung gezahlten Bundesmittel von 3,5 % im Jahre 2003 auf rund 2,8 % im Jahr 2022 gesunken. Nach den Vorausberechnungen der Bundesregierung wird sich der Anteil der Bundesmittel am BIP bis zum Jahr 2027 auf 2,9 % erhöhen. Gemäß Einigung der Regierungskoalition zum Bundeshaushalt 2024 vom 13. Dezember 2023 soll der Bundeszuschuss zur gesetzlichen Rentenversicherung um weitere 600 Millionen Euro reduziert werden. Damit summiert sich der von der Rentenversicherung zur Haushaltskonsolidierung erbrachte Betrag auf mindestens 5 Milliarden Euro. „Es stellt sich .. die Frage, ob das bisherige System der umlagefinanzierten Rentenversicherung ohne diese zusätzlichen Kosten [der versicherungsfremden Leistungen] nicht weit weniger reformbedürftig ist, als es auf den ersten Blick scheint“.
„Im Rahmen des [bis Ende des Jahres 2024 nicht verabschiedeten] Haushaltsbegleitgesetzes 2025 sind weitere Kürzungen des Erhöhungsbetrags zum zusätzlichen Bundeszuschuss vorgesehen – in Höhe von 1,0 Mrd. Euro (2025), 0,7 Mrd. Euro (2026) und 0,3 Mrd. Euro (2027). ... Die Streichung von Sonderzahlungen, direkte Kürzungen sowie Neuregelungen bei der jährlichen Fortschreibung der Bundeszuschüsse summieren sich in den Jahren 2022 bis 2027 auf ein Volumen von 9,6 Milliarden Euro. Dies entspricht dem Finanzaufkommen von rd. einem halben Beitragssatzpunkt.“ Die Bundesvereinigung der Arbeitgeberverbände (BDA) kommt auf einen Betrag von 10 Milliarden Euro, der der Beitragskasse entzogen würde. „Da die Höhe dieser Zuschüsse nicht die tatsächlichen Rentenausgaben beeinflusst, kommen letztlich die Beitragszahler für die ausfallenden Beträge auf.“ „Die Regierung argumentiert, dass die Kürzungen mit Blick auf die finanzielle Stabilität der Deutschen Rentenversicherung vertretbar sind. ... Den Optimismus des BMAS, wonach sich die geplanten Maßnahmen der Wachstumsinitiative positiv auf die Finanzen der DRV auswirken würden, teilt die DRV nicht.“
Nach Ansicht der Bundesregierung sei es gemäß Bundestagsdrucksache 21/973 vom 21. Juli 2025 „grundsätzlich möglich, der Versicherungsgemeinschaft auch Leistungen aufzuerlegen, die nicht unmittelbar durch Beiträge gedeckt sind“. Letztendlich sei es eine „Entscheidung des Gesetzgebers, der Rentenversicherung auch solche Leistungen zuzuweisen, die als nicht beitragsgedeckt angesehen werden können“. Zudem könne der Gesetzgeber festlegen, „in welchem Ausmaß die Leistungen der Rentenversicherung über Beiträge oder Steuern finanziert werden“, so die Regierung. Eine Koppelung der Höhe der Bundeszuschüsse an die Höhe der nicht beitragsgedeckten Leistungen sei jedenfalls „weder verfassungsrechtlich noch einfachgesetzlich vorgegeben“. Die Süddeutsche Zeitung interpretiert die Auffassung der Bundesregierung wie folgt: Was für bestellte Extras wie die Mütterrente an die Rentenkasse fließt, das wollen wir selbst frei entscheiden. Anders als in der Politik, wird in der Fachliteratur die Auffassung vertreten, dass der Sozialversicherungsbeitrag zur Finanzierung gesamtgesellschaftlicher Aufgaben nicht geeignet [ist]. Er ist die Gegenleistung nur für den Versicherungsschutz. Eine gesamtgesellschaftliche Umverteilung ist gleichheitsgerecht nur über Steuern zu finanzieren.

## Gesetzliche Krankenversicherung
In der Gesetzlichen Krankenversicherung sind sowohl einnahmeseitige als auch ausgabenseitige versicherungsfremde Leistungen zu unterscheiden.
Zu den ausgabeseitigen versicherungsfremden Leistungen gehören beispielsweise bestimmte Leistungen bei Schwanger- und Mutterschaft, Leistungen der Prävention und Gesundheitsförderung, kinderabhängige Leistungen oder Belastungsregelungen bei Zahnersatz und Zuzahlungen. Die Ausgaben für solche Leistungen werden auf rund 4 Mrd. Euro geschätzt.
Auf der Einnahmeseite sei grundsätzlich die gesamte geltende Beitragsbemessung als versicherungsfremd anzusehen, da die Beiträge einkommensabhängig in unterschiedlicher Höhe entrichtet werden, die Leistungen jedoch – mit Ausnahme des Krankengeldes – für alle gleich hoch sind. Nach dem Äquivalenzprinzip in der Finanzmathematik sei daher eine Finanzierung der Krankenversicherungsleistungen durch einkommensunabhängige einheitliche Beiträge (Kopfpauschale) sachgerecht.
Akzeptiert man die geltende einkommensabhängige Beitragsbemessung nach dem Solidaritätsprinzip, würden dennoch einnahmeseitige versicherungsfremde Komponenten verbleiben. Bei einkommensabhängigen Beiträgen gibt es Personengruppen, die einen Leistungsanspruch haben, jedoch keine Beiträge entrichten. Zu den versicherungsfremden Komponenten auf der Einnahmeseite der Krankenversicherung gehört daher vor allem die beitragsfreie Mitversicherung der Erwachsenen. Auch die beitragsfreie Mitversicherung von Kindern wird von einigen Autoren aus dem gleichen Grund als versicherungsfremd bewertet. Jedoch ist diese Bewertung umstritten.
Zum Umfang der einnahmeseitigen versicherungsfremden Leistungen ist auf Modellrechnungen des Forschungszentrums Generationenverträge aus dem Jahr 2011 zu verweisen.
Im Jahr 2022 lagen gemäß einem Gutachten des IGES-Instituts die Ausgaben der gesetzlichen Krankenversicherung (GKV) für Bürgergeldbeziehende 9,2 Mrd. Euro höher als die für diese Gruppe gezahlten Beiträge. Damit haben im Jahr 2022 die Beitragszahler der gesetzlichen Krankenkassen den Bundeshaushalt mit 9,2 Milliarden Euro entlastet.

## Soziale Pflegeversicherung
In der Sozialen Pflegeversicherung gilt für die Einnahmeseite das gleiche wie für die Gesetzliche Krankenversicherung. Auch hier werden einkommensabhängige Beiträge erhoben, die Leistungen jedoch in gleicher Höhe gewährt.
Auf der Ausgabenseite existieren nur wenige versicherungsfremde Leistungen, wie z. B. die Förderung des Auf‐ und Ausbaus ehrenamtlicher Pflege oder Pflegekurse für Angehörige und ehrenamtliche Pflegepersonen. Daher fällt ihr Umfang nicht ins Gewicht.

## Arbeitslosenversicherung
In der Arbeitslosenversicherung sind zu den versicherungsfremden Leistungen unterschiedliche Regelungen beim Arbeitslosengeld, wie z. B. die Differenzierung der Bezugsdauer nach Alter und Vorversicherungszeit oder der Kinderzuschlag für kindererziehende Arbeitslose zu zählen. Des Weiteren gelten zahlreiche Leistungen der Arbeitsförderung als versicherungsfremd. Als versicherungsfremd gilt außerdem der Eingliederungsbeitrag der Arbeitslosenversicherung.